# Zyprischer Fußballpokal 1971/72
Der Zyprische Fußballpokal 1971/72 war die 30. Austragung des zyprischen Pokalwettbewerbs. Er wurde vom zyprischen Fußballverband ausgetragen. Das Finale fand am 18. Juni 1972 im GSP-Stadion von Nikosia statt. Erstmals nahmen auch Mannschaften der Third Division teil.
Pokalsieger wurde Omonia Nikosia. Das Team setzte sich im Finale gegen Pezoporikos Larnaka durch. Da Omonia auch die Meisterschaft gewann, qualifizierte sich der unterlegene Pokalfinalist für den Europapokal der Pokalsieger 1972/73.
Alle Begegnungen wurden in einem Spiel ausgetragen. Bei unentschiedenem Ausgang wurde das Spiel um zweimal 15 Minuten verlängert. Stand danach kein Sieger fest, folgte ein Wiederholungsspiel auf des Gegners Platz. Endete auch dies unentschieden, gab es eine Verlängerung und gegebenenfalls ein Elfmeterschießen.

## Teilnehmer
| First Division (12)                                                                                   | First Division (12) | Second Division (12)                                                                                  | Second Division (12)                                                                                          | Third Division (8)                                                      | Third Division (8)                                                                       |
| --- | --- | --- | --- | ----------------------------------------------------------------------- | ---------------------------------------------------------------------------------------- |
| - Alki Larnaka - AEL Limassol - Anorthosis Famagusta - APOEL Nikosia - Apollon Limassol - APOP Paphos | - Digenis Akritas Morphou - Enosis Neon Paralimni - EPA Larnaka - Nea Salamis Famagusta - Omonia Nikosia - Pezoporikos Larnaka | - ASIL Lysi - Aris Limassol - AEK Famagusta - AEM Morphou - Chalkanoras Idaliou - ENAD Ayiou Dometiou | - Ethnikos Achnas - Evagoras Paphos - Keravnos Strovolou - Orfeas Nikosia - Othellos Athienou - PAEEK Kyrenia | - Achilleas Kaimakli - AEK Kythreas - Apollon Athienou - Ethnikos Assia | - Ethnikos Asteras Limassol - Neos Aionas Trikomou - Omonia Aradippou - Parthenon Zodeia |

## 1. Runde
Teams der First Division wurden nicht gegeneinander gelost.
|                           | Ergebnis  |                         |
| ------------------------- | --------- | ----------------------- |
| AEL Limassol              | 7:1       | Orfeas Nikosia          |
| Anorthosis Famagusta      | 7:1       | AEK Kythreas            |
| Apollon Limassol          | 1:0       | Chalkanoras Idaliou     |
| Apollon Athienou          | 0:5       | Pezoporikos Larnaka     |
| APOP Paphos               | 3:0       | Ethnikos Assia          |
| Omonia Aradippou          | 2:0       | ENAD Ayiou Dometiou     |
| Aris Limassol             | 2:2 n. V. | Alki Larnaka            |
| ASIL Lysi                 | 3:2 n. V. | AEM Morphou             |
| Achilleas Kaimakli        | 1:3       | Digenis Akritas Morphou |
| Ethnikos Achnas           | 5:2       | Othellos Athienou       |
| Ethnikos Asteras Limassol | 0:3       | Keravnos Strovolou      |
| EPA Larnaka               | 2:1       | AEK Famagusta           |
| Evagoras Paphos           | 0:1 n. V. | Nea Salamis Famagusta   |
| Omonia Nikosia            | 6:0       | Neos Aionas Trikomou    |
| PAEEK Kyrenia             | 0:2       | Enosis Neon Paralimni   |
| Parthenon Zodeia          | 0:4       | APOEL Nikosia           |

### Wiederholungsspiel
|              | Ergebnis |               |
| ------------ | -------- | ------------- |
| Alki Larnaka | 3:1      | Aris Limassol |

## 2. Runde
|                         | Ergebnis  |                       |
| ----------------------- | --------- | --------------------- |
| Alki Larnaka            | 0:0 n. V. | APOP Paphos           |
| Anorthosis Famagusta    | 1 0:2 1   | Enosis Neon Paralimni |
| APOEL Nikosia           | 3:1       | Apollon Limassol      |
| Digenis Akritas Morphou | 1:1 n. V. | Nea Salamis Famagusta |
| EPA Larnaka             | 3:0       | Omonia Aradippou      |
| Keravnos Strovolou      | 0:3       | Ethnikos Achnas       |
| Omonia Nikosia          | 3:1       | ASIL Lysi             |
| Pezoporikos Larnaka     | 0:0 n. V. | AEL Limassol          |

### Wiederholungsspiele
|                       | Ergebnis              |                        |
| --------------------- | --------------------- | ---------------------- |
| APOP Paphos           | 0:0 n. V. (5:6 i. E.) | Alki Larnaka           |
| Nea Salamis Famagusta | 0:0 n. V. (3:4 i. E.) | Digenis Akritas Morphu |
| AEL Limassol          | 0:0 n. V. (3:4 i. E.) | Pezoporikos Larnaka    |

## Viertelfinale
|                     | Ergebnis |                        |
| ------------------- | -------- | ---------------------- |
| Alki Larnaka        | 0:1      | Omonia Nikosia         |
| APOEL Nikosia       | 1:0      | Digenis Akritas Morphu |
| EPA Larnaka         | 1:0      | Enosis Neon Paralimni  |
| Pezoporikos Larnaka | 4:1      | Ethnikos Achnas        |

## Halbfinale
|                     | Ergebnis |               |
| ------------------- | -------- | ------------- |
| Pezoporikos Larnaka | 3:2      | APOEL Nikosia |
| Omonia Nikosia      | 4:2      | EPA Larnaka   |

## Finale
| Paarung             | Omonia Nikosia – Pezoporikos Larnaka |
| Ergebnis            | 3:1 n. V. (1:1, 0:0) |
| Datum               | 18. Juni 1972 |
| Stadion             | GSP-Stadion, Nikosia |
| Tore                | 1:0 Stelios Rotsides (65.) 1:1 Menelaos Asprou „Melis“ (78.) 2:1 Andreas Kanaris (93.) 3:1 Giorgos Antoniou „Kokos“ (119.)                                                      |
| Omonia Nikosia      | Christakis – Kattos, Loukas – Pavlos Drakos, Antonakis Tsaklis, Giorgos Antoniou „Kokos“ – Stelios Rotsidis, Kathitziotis, Sotiris Kaiafas, Nikos Charalambous, Andreas Kanaris |
| Pezoporikos Larnaka | Kiriakidis, Iakovou, Filippou, Paridis, Kallis, Stavros Papadopoulos, Leonidas, Dafy, Kounnidis, Charis, Menelaos Asprou „Melis“                                                |